# 海格大樓
海格大樓是上海市的一座歷史建築，位於華山路370號（華山路舊名海格路）。這座建築由哈沙德洋行設計，鋼筋混凝土結構，修建於1925年至1934年，外觀具有裝飾藝術風格色彩。現在海格大樓作為靜安賓館使用，在1992年加蓋了兩層。1994年，海格大樓被列入上海市第二批優秀歷史建築名單。